# Barbara Evelyn Bailey
Barbara Evelyn Bailey (nacida el 14 de marzo de 1942) es una educadora, escritora y académica en estudios de género de Kingston, Jamaica. Además de su labor educativa, ha representado a su país en numerosas conferencias y asambleas sobre los derechos de la mujer. En 2008 fue elegida por los estados parte como miembro del Comité de las Naciones Unidas para la Eliminación de la Discriminación contra la Mujer.

## Carrera
Bailey asistió a la Universidad de las Indias Occidentales (UIO), donde recibió una licenciatura en microbiología en 1974, una maestría en educación en 1983 y un doctorado en educación en 1987. Trabajó como profesora en la misma universidad de 1980 a 1996. De 1995 a 2010, se desempeñó como coordinadora regional del Instituto de Estudios de Género y Desarrollo de la UIO. En 2003, fue nombrada profesora de género y educación en la UIO.
Se involucró en el movimiento internacional de mujeres en la década de 1980 cuando fue invitada a encabezar el Ejecutivo Nacional de Mujeres Metodistas en Jamaica. A través de su trabajo allí y como miembro fundadora y más tarde presidenta de Mujeres en la Iglesia Metodista en el Caribe y las Américas, se interesó en formas de empoderar a las mujeres a través de programas de extensión social.
En 1985, formó parte de la delegación de Jamaica en la Tercera Conferencia Mundial sobre la Mujer en Nairobi, Kenia y en 1995 se unió nuevamente a la delegación jamaicana en la Cuarta Conferencia Mundial sobre la Mujer realizada en Beijing. En 2000 participó en la reunión de seguimiento, "Beijing + 5", que se celebró en la Asamblea General de la ONU en Nueva York.
Se desempeñó como presidenta del Comité Asesor Nacional de Género de Jamaica, trabajando para desarrollar una política que promovería la igualdad de género y la justicia social en el país.
Los estados partes la eligieron como miembro del comité de la Convención sobre la Eliminación de Todas las Formas de Discriminación contra la Mujer (CEFDM) para servir desde enero de 2009 hasta finales de 2012. Este comité monitorea el cumplimiento de los países con la Convención CEFDM, que proporciona una serie de artículos destinados a poner fin a la discriminación contra la mujer. En una entrevista de 2015, Bailey reconoció las complejidades de alcanzar la igualdad de las mujeres y mencionó la "ideología patriarcal arraigada" como el factor principal de la desigualdad estructural e ideológica.

## Reconocimiento
En 2008, recibió el Premio Trienal para Mujeres de CARICOM (Comunidad del Caribe).